# Minit Records
Minit Records fue una compañía discográfica, originalmente con base en Nueva Orleans, fundada en 1959 por Joe Banashak, quien también poseía el sello Instant Records.

## Historia
Tras firmar un contrato de distribución con Imperial Records, el sello publicó su mayor éxito comercial, el sencillo Mother-in Law de Ernie K-Doe. Varias producciones de Allen Toussaint fueron publicadas por Minit, incluyendo algunos éxitos de Irma Thomas.  Cuando los lanzamientos exitosos disminuyeron, el sello fue vendido a Imperial Records.  Banashak mantuvo la propiedad de Instant Records.
En 1963, Minit fue adquirido por Liberty Records como parte de la compra de Imperial Records. Entre 1966 y 1970, sus grabaciones fueron reeditadas por Sunset Records y Minit estuvo activo durante el mismo período de tiempo como sello de música soul. Actualmente el catálogo de Minit es propiedad de Universal Music Group.